# Клубков, Василий Андреевич
Василий Андреевич Клубков (1923—1942) — красноармеец, комсорг заброшенной в 1941 году в немецкий тыл диверсионно-разведывательной группы штаба Западного фронта, в которой была Зоя Космодемьянская. По одной из версий из-за предательства Клубкова Космодемьянская была схвачена и разоблачена, а позднее казнена немцами, по другой — оговоривший себя красноармеец ошибочно казнённый карательными органами НКВД.

## Биография

### Ранние годы
Окончил семь классов школы, беспартийный. Работал сортировщиком в одном из почтовых отделений Москвы, в РККА с 1941 года.

### Подготовка к рейду
В октябре 1941 года определён в группу разведчиков красноармейца П. С. Проворова из 10 человек: Николай Морозов (1927 г.р.), Алексей Голубев, Иван Емельянов, Иван Кирюхин, Василий Клубков (все 1923 г.р.), Вера Волошина (1919 г.р.), Клавдия Милорадова (1920 г.р.), Зоя Космодемьянская (1923 г.р.) и Наталья Обуховская (1918 г.р.). Аналогично была создана вторая группа под руководством красноармейца Б. С. Крайнова.
Оба отряда были направлены в тыл немцев по распоряжению майора Артура Спрогиса, специального уполномоченного ГКО на Западном фронте по диверсионной работе. Разведгруппа Проворова обязалась найти и сжечь дома в 10 населённых пунктах, где находились немецкие части: Анашкино, Петрищево, Ильятино, Пушкино, Бугайлово, Грибцово, Усатново, Грачево, Михайловское, Коровино. Каждый разведчик получил по три бутылки с зажигательной смесью «КС» и продовольственный паёк, мужчины же получили дополнительно по бутылке водки.

### Путь в Петрищево
21 ноября Клубков получил задание прибыть в деревню Петрищево Дороховского района и поджечь дома, в которых был расквартирован немецкий батальон. В ночь с 21 на 22 ноября отряд перешёл линию фронта, продвигаясь к деревне ещё четверо суток. Однако выполнение задания для обеих групп уже шло не по плану, поскольку они стали натыкаться на немцев всё чаще и чаще. После того, как в разведку 25 ноября ушли и не вернулись Лидия Булгина и Клавдия Милорадова, обе группы объединились: в них остались восемь человек. После столкновения с немцами у деревни Усатково Проворов решил вернуться на базу: за ним последовали разведчики Лебедева, Щербаков, Кирюхин и Обуховская. С Крайновым остались только Космодемьянская и Клубков.
В полночь 27 ноября три человека вышли в район Петрищево. Согласно приказу, им нужно было незаметно подобраться и забросать бутылками с зажигательной смесью дома, а затем поджечь боевую технику немцев. В 2 часа ночи Крайнов распределил участки деревни и дал личные указания всем бойцам, напомнив, что и как делать в каждой ситуации. Зоя Космодемьянская поджигала дома в южной части деревни, Василий Клубков — в северной, а Крайнов поджигал дома, в которых мог находиться штаб гарнизона. Достаточно быстро на участках Крайнова и Космодемьянской были подожжены четыре дома. Клубков подошёл к своему дому, разбил бутылку с зажигательной смесью «КС» и бросил её в один из домов, однако та не загорелась. Тут же он завидел двух немецких солдат и побежал к лесу, не решив отстреливаться из револьвера. Однако в лесу Клубков попал в засаду и был пойман.

### Плен
Согласно показаниям, данным впоследствии Клубковым на допросе, он якобы согласился сотрудничать с немцами и выдал Зою Космодемьянскую.. Утром 27 ноября он был отправлен немцами в Можайск, а 11 декабря с группой из 30 человек был отправлен в Смоленск, откуда и прибыл в Красный Бор, где попал в лагерь диверсантов. Там проходили обучение бывшие советские военнопленные (около 500 человек). С 20 декабря по 3 января 1942 года учился собирать сведения о расположении и вооружении частей РККА, штабов и складов с боеприпасами.
3 января 1942 года Клубков заполнил анкету и дал подписку сотрудничать с вермахтом. В тот же день он получил распоряжение: после перехода линии фронта — собрать информацию о наступающих частях Красной армии в Борятинском районе и передать их агенту Николаю Музыченко (раскулаченному в 1930-е), после чего явиться в разведотдел Западного фронта и сообщить дезинформацию, что якобы попал в плен во время поджога деревни и сбежал оттуда. Затем он должен был собрать данные о диверсионных группах, перейти с одной из них линию фронта и снова сдаться немцам. 7 января Клубков был перевезён немцами на крытой грузовой машине до посёлка Ерши, а затем он перешёл через линию фронта. О том, видел ли он Зою Космодемьянскую или нет, ему велено было молчать.

### Арест
Клубков был задержан и допрошен 7 января в штабе дивизии. В составе группы из 28 человек он прибыл 20 января на пересыльный пункт в Козельск, затем 1 февраля выехал на формировочный пункт в Москву. В столице Клубков встретил знакомого по работе в разведотделе Западного фронта и явился туда, чтобы доложить всё подполковнику Спрогису. Он предоставил следующую объяснительную, которая не соответствовала показаниям красноармейца Крайнова, вернувшегося к своим:

Утром 27-го меня повезли в штаб в Можайск. Допрос не проводили, а посадили в амбар. Ночью 28.11.1941 мы проломали пол и бежали. Двадцать девятого, заночевав в стогу соломы, пошёл на Москву. В пути меня задержали немцы и повезли в лагерь в гор. Можайск, где находились около 2000 человек.
В лагере я пробыл до 12 декабря 1941 г., откуда поездом повезли в Смоленск. 16 числа прибыли в Смоленск и разместились в лагере военнопленных. В начале января перевели на работу на ж-д, где грузили уголь. Проработал 6 суток и сбежал. Снова начал пробираться к Москве.
В г. Облогино на 9-10 сутки (16-20 января) нас задержали полицейские и привели к старосте села. В этих же числах (число не помню) через 2-3 часа на машине отправили в Смоленск. Я спрыгнул из кузова и пошёл по направлению к Москве.

Клубков не говорил, видел ли он Космодемьянскую с того момента, как группа из трёх человек разделилась, чтобы поджечь дома в деревне. Это показалось следствию подозрительным, однако Клубкова удалось подловить, когда он заявил, что действительно поджёг один дом, в то время как Крайнов говорил, что Клубков ничего не поджигал. 28 февраля Клубкова задержали сотрудники Особого отдела НКВД, 2 марта предъявили официальное обвинение в измене Родине, и 11 марта на допросе, который проводил следователь особого отдела НКВД Западного фронта лейтенант госбезопасности Сушко, сознался в предательстве и согласии работать на германскую разведку. По его словам, он якобы выдал Космодемьянскую из-за страха быть расстрелянным:

— Как меня только сдали офицеру, я проявил трусость и рассказал, что нас всего пришло трое, назвав имена Крайнева и Космодемьянской. Офицер отдал на немецком языке какое-то приказание немецким солдатам, они быстро вышли из дома и через несколько минут привели Зою Космодемьянскую. Задержали ли они Крайнева, я не знаю.
— Вы присутствовали при допросе Космодемьянской?
— Да, присутствовал. Офицер у неё спросил, как она поджигала деревню. Она ответила, что она деревню не поджигала. После этого офицер начал избивать Зою и требовал показаний, но она дать таковые категорически отказалась. Я в её присутствии показал офицеру, что это действительно Космодемьянская Зоя, которая вместе со мной прибыла в деревню для выполнения диверсионных актов, и что она подожгла южную окраину деревни. Космодемьянская и после этого на вопросы офицера не отвечала. Видя, что Зоя молчит, несколько офицеров раздели её догола и в течение 2—3 часов сильно избивали резиновыми палками, добиваясь показаний. Космодемьянская заявила офицерам: «Убейте меня, я вам ничего не расскажу». После чего её увели, и я её больше не видел.
[…]
— Вас разве не учили в разведотделе Запфронта, что в случае, если вы попадете к немцам, то не должны выдавать соучастников своей группы, а также, кто вы и кто вас сюда послал?
— Нас, в том числе и меня, учили этому в разведотделе.
— Почему же вы выдали Космодемьянскую?
— Офицер пригрозил мне пистолетом. Я боялся, чтобы не быть расстрелянным, в результате чего выдал Космодемьянскую.

### Казнь
19 марта 1942 года Клубков признал свою вину в преступлении, предусмотренном пунктом «б» статьи 58 УК РСФСР. Некоторые историки[кто?] не признают Клубкова виновным в выдаче Зои Космодемьянской, и считают, что Клубков, скорее всего, оговорил себя под давлением следователей. Тем не менее факт сотрудничества Клубкова с вермахтом не отрицается. По мнению историка М. М. Горинова, Клубков дал подписку о сотрудничестве с абвером, скорее всего только для того, чтобы вырваться к своим.
3 апреля 1942 года военный трибунал Западного фронта приговорил Василия Андреевича Клубкова к смертной казни и 16 апреля его расстреляли.

## Вопрос достоверности показаний Клубкова

### Версия П. А. Лидова
Показания Клубкова противоречат всему корпусу документов, связанных с гибелью Космодемьянской (по которой в 1941-42 гг. было проведено тщательное расследование). Космодемьянская была арестована почти сутки спустя после того, как группа совершила поджог: предполагают, что, не дождавшись в условленном месте встречи остальных членов группы, она решила продолжать поджоги самостоятельно. Как следует изо всех показаний и воспоминаний жителей д. Петрищево, Зоя была захвачена членом организованной немцами самообороны С. А. Свиридовым при попытке поджечь его сарай. Впоследствии, после освобождения деревни, Свиридов был судим и расстрелян. Никакого другого пленного жители деревни не знают. Это отметил уже в 1942 году журналист Петр Лидов, «открывший» подвиг Зои Космодемьянской. В очерке «Вокруг Тани» он говорит:

«…Жители деревни Петрищево единодушно утверждают, что Зоя была поймана через сутки после первой диверсии. Отнюдь не состоявший с ними в сговоре военнопленный Карл Бейерлейн (унтер-офицер 10-й роты 332-го полка 197-й дивизии, стоявший на постое в Петрищеве и впоследствии попавший в плен) показывает в точности то же самое. Клубков же заявляет, что Зоя была обыскана и арестована немцами с его помощью в ту же ночь, через несколько часов после поджога. Жители Петрищева, командир Таниного отряда Борис Крайнов и тот же Бейерлейн утверждают, что Зоя была поймана вскоре после того, как стемнело, то есть в 7-8 часов вечера. В 10-11 часов она после допроса была приведена в избу Василия Кулика и провела там свою последнюю ночь перед казнью. Клубков же на предварительном следствии и судебном заседании показал, что поджог совершен в 2-3 часа ночи, а Зою поймали и привели на допрос, когда уже рассвело… Клубкова не удастся снова допросить: он расстрелян».

Это мнение только укрепилось у Лидова после знакомства с материалами уголовного дела Свиридова. 9 июля 1942 г. он заносит в свою записную книжку:

« Сегодня в трибунале войск НКВД Московского округа читал дело Свиридова, предавшего Таню и приговоренного 4 июля к расстрелу. О том, что он участвовал в поимке Зои и первым заметил ее, мне говорили в Петрищеве еще 26 января. Я был у него, и он вел себя весьма подозрительно. Меня ничуть не удивило, что мои подозрения оправдались. Дело Свиридова полностью опровергает версию, будто Зою выдал ее товарищ по отряду Клубков. Клубков — изменник, но Зою выдал не он».

Очевидно, Лидов не сомневается как минимум в том, что Клубков действительно согласился работать на немецкую разведку.

### Версия М. М. Горинова
По мнению исследователя М. М. Горинова, это согласие Клубкова было притворным и было дано с целью вырваться из плена обратно к своим, иначе он вряд ли вернулся в свою часть, где существовал огромный риск быть разоблаченным. Горинов считает его поведение слишком наивным для сознательного диверсанта и даже допускает, что Клубкову действительно удалось бежать. Он признаёт вполне достоверным рассказ Клубкова в объяснительной записке о поджоге дома в Петрищеве (от действий Клубкова, Крайнова и Космодемьянской сгорело именно 3 дома), бегстве в лес и попадании в немецкую засаду близ места, назначенного сборным пунктом группы. Это, по мнению Горинова, может объяснить, почему Зоя не встретилась с уцелевшим Крайновым: обнаружив в районе сборного пункта немцев, она спряталась в каком-то другом месте и вернулась на сборный пункт уже тогда, когда место покинули как немцы, схватившие Клубкова, так и Крайнов, пришедший уже после ухода немцев, но никого не дождавшийся.
Историю о предательстве Зои Клубковым М. М. Горинов считает в целом фальсификацией следователей военного трибунала Западного фронта, отмечая, между прочим, что в отличие от объяснительной Клубкова, вполне логичной и последовательной, его показания путаны и противоречивы: «то он говорит, что Зоя при допросе у немцев назвала его имя, то, что нет; то заявляет, что он назвал Зою только по имени, так как фамилии ее не знал, то утверждает, что назвал ее по имени и фамилии, и т. д. Даже деревню, где произошли описанные выше события, он называет „Пепелище“, а не Петрищево». Эта версия, по мнению Горинова, была сочинена следователями либо из карьерных соображений (чтобы получить свою долю дивидендов с разворачивавшейся пропагандистской кампании вокруг Зои), либо из пропагандистских (чтобы «оправдать» попадание Зои в плен, недостойное советского бойца, согласно тогдашней идеологии). Впрочем, в пропагандистский оборот версия предательства не была запущена.